# The Yumyum Tree
The Yumyum Tree is het 24e muziekalbum van de Ozric Tentacles, verzamelalbums niet meegerekend. Na een periode van stilte qua uitgaven, kwam op 29 april 2009 het album The Yumyum Tree uit. Met dit album keren de Ozrics terug naar hun muziek uit de begindagen, pure instrumentale sprookjesachtige spacerock, waarbij de gitaargeluiden van Ed de overhand hebben. Die geluiden worden aangevuld met talloze geluidseffecten en de ritmesectie. Het album is opgenomen gedurende de stilteperiode van de band van 2006 tot 2008 in studio's in Somerset en Wiltshire. De Yumyum tree komt uit Lewis Carrolls Jabberwocky.

## Musici
De band doet zelf niet in achternamen:
- Ed – gitaar en synthesizer, geluidseffecten.
- Brandi (Wynne) – toetsinstrumenten
- Vinny (Shillito) – basgitaar
- Roy (Bross) – slagwerk

Hulp werd ingeroepen van Joie Hinton en Merv Pepler (ex-leden) voor tracks (4) en (8) en Dom (darbuka) op track (6).

## Muziek
| Nr. | Titel         | Duur |
| --- | ------------- | ---- |
| 1.  | Magick valley | 6:42 |
| 2.  | Oddweird      | 6;14 |
| 3.  | Mooncalf      | 7:41 |
| 4.  | Oolong oolong | 5:54 |
| 5.  | Yumyum Tree   | 9:08 |
| 6.  | Plant music   | 5:28 |
| 7.  | Na kuru       | 5:39 |
| 8.  | San Pedro     | 6:21 |